# Alexis Rolín
Germán Alexis Rolín Fernández (Montevideo, 7 februari 1989) is een Uruguayaans voetballer die bij voorkeur als centrale verdediger speelt. Hij verruilde in augustus 2012 Nacional voor Catania. Dat verhuurde hem in januari 2015 voor twaalf maanden aan CA Boca Juniors.

## Clubcarrière
Rolín komt uit de jeugdopleiding van Nacional. Op 8 mei 2011 debuteerde hij in de Uruguayaanse Primera División tegen CA Peñarol. Op 22 augustus 2012 werd hij voor een bedrag van 3,8 miljoen euro verkocht aan het Italiaanse Catania. In zijn eerste seizoen speelde hij 11 competitieduels voor de Siciliaanse club.

## Interlandcarrière
Rolín nam met Uruguay deel aan de Olympische Spelen 2012 in Londen. Hij speelde drie wedstrijden met het team van bondscoach Óscar Tabárez.
1 Santurro ·
2 Noce ·
3 Claiton ·
4 Vicente ·
5 Silvestri ·
6 Welbeck ·
7 Gatto ·
8 Rosaia ·
9 Sarao ·
10 Reginaldo ·
11 Vrikkis ·
12 Della Valle ·
13 Izco ·
14 Piccolo ·
15 Maldonado ·
16 Albertini ·
17 Piovanello ·
18 Tonucci ·
19 Manneh ·
20 Pinto ·
21 Biondi ·
22 Martínez ·
23 Dall'Oglio ·
26 Calapai ·
28 Emmausso ·
29 Zanchi ·
30 Arena ·
31 Pecorino ·
32 Confente ·
33 Panebianco ·
Coach: Addamo
1 Rossi ·
2 López ·
4 Weigandt ·
5 Zambrano ·
6 Rojo ·
8 Cardona ·
9 Orsini ·
11 Salvio ·
13 García ·
14 Rolón ·
16 Molinas ·
17 Advíncula ·
18 Fabra ·
19 Barco ·
20 Ramírez ·
21 Campuzano ·
22 Villa ·
23 González ·
24 Izquierdoz  ·
26 Fernández ·
29 Briasco ·
30 Zeballos ·
31 Pavón ·
32 Almendra ·
33 Varela ·
34 Obando ·
36 Medina ·
37 Sández ·
38 Vázquez ·
Coach: Russo